# Chromocryptus amaichus
Chromocryptus amaichus är en stekelart som först beskrevs av Porter 1967.  Chromocryptus amaichus ingår i släktet Chromocryptus och familjen brokparasitsteklar. Inga underarter finns listade i Catalogue of Life.